# Temporada de furacões no Pacífico de 2013
A temporada de furacões no Pacífico de 2013 foi a primeira a ver vinte tempestades nomeadas desde 2009, mas também teve o nono menor número de unidades ECA registradas, já que muitas das tempestades foram fracas e de curta duração. A temporada começou oficialmente em 15 de maio no Pacífico Oriental e começou em 1 de junho no Pacífico Central. Ambos terminaram em 30 de novembro. Essas datas delimitam convencionalmente o período de cada ano em que a maioria dos ciclones tropicais se forma na bacia do Pacífico oriental. No entanto, a formação de uma tempestade é possível a qualquer momento.
A segunda tempestade da temporada, o furacão Barbara, trouxe fortes chuvas para grande parte do sudoeste do México e da América Central. As estimativas de danos da tempestade variam de US$ 50 a US$ 356 milhões ( US$ 2013); quatro pessoas foram mortas e outras quatro estão desaparecidas. Além de Barbara, o furacão Cosme matou três pessoas, apesar de permanecer longe da costa mexicana. O furacão Erick também trouxe leves efeitos para a região, matando duas pessoas. Mais tarde naquele mês, a tempestade tropical Flossie ameaçou se tornar a primeira tempestade a atingir o Havaí em 20 anos, causando danos mínimos. Ivo e Juliette ameaçaram a Baja California Sur, e o primeiro provocou inundações repentinas no sudoeste dos Estados Unidos. Em meados de setembro, o furacão Manuel matou pelo menos 169 pessoas no México e foi responsável por danos significativos na costa oeste e na área ao redor de Acapulco. No final de outubro, o furacão Raymond se tornou a tempestade mais forte e o único grande furacão da temporada.

## Previsões sazonais
Em 21 de maio, o Centro de Furacões do Pacífico Central (CPHC) divulgou sua previsão para a atividade tropical em todo o Pacífico Central durante 2013. Em seu relatório, a organização previu uma chance de 70% de uma temporada abaixo da média, uma chance de 25% de uma temporada próxima da média e uma chance de 5% de uma temporada acima da média, o que equivale a 1-3 ciclones tropicais em todo o mundo. bacia. Uma temporada média produz 4-5 ciclones tropicais. Essa previsão foi baseada principalmente na expectativa de condições neutras de El Niño–Oscilação Sul e uma continuação da oscilação multidecadal positiva do Atlântico.
Dois dias depois, o Centro de Previsão Climática (CPC) divulgou sua previsão para a atividade tropical no Pacífico Leste em 2013. Com temperaturas da superfície do mar próximas ou abaixo da média no Pacífico equatorial oriental e uma continuação do padrão climático responsável pela era em curso de baixa atividade de furacões no Pacífico que começou em 1995, a organização pediu uma chance de 55% de uma temporada abaixo da média, uma chance de 35% de uma temporada próxima da média e uma chance de 10% de uma temporada acima da média. No total, o CPC previu 11 a 16 tempestades nomeadas, 5 a 8 furacões e 1 a 4 grandes furacões; uma temporada média produz 15,4 tempestades nomeadas, 8,4 furacões e 3,9 furacões principais. Tanto o CPHC quanto o CPC enfatizaram a importância de estar preparado antes do início da temporada, observando que ciclones tropicais significativos podem ocorrer mesmo em temporadas abaixo da média.

## Resumo sazonal
O índice de energia ciclônica acumulada (ACE) para a temporada de furacões do Pacífico de 2013 no total é de 75,2625 unidades (68,81 unidades no Pacífico Oriental e 6,4525 unidades no Pacífico Central).
A primeira tempestade tropical da temporada se formou em 15 de maio, coincidindo com o início oficial da temporada de furacões no Pacífico. Em média, um ciclone tropical se desenvolve em maio no Pacífico oriental a cada dois anos. A formação de Barbara no final de maio marcou apenas a quinta vez desde 1949 que duas tempestades tropicais se formaram durante o mês, com as outras estações sendo 1956, 1984, 2007, 2012 e 2021.

## Sistemas

### Tempestade Tropical Alvin
Uma onda tropical foi observada pela primeira vez no sudeste do Mar do Caribe em 4 de maio. A onda entrou no Pacífico Leste alguns dias depois, onde as condições atmosféricas permitiram um desenvolvimento gradual. Bandas curvas de convecção se desenvolveram em torno de um centro definido no início de 15 de maio, levando à formação de uma depressão tropical por volta das 06:00 UTC naquele dia; a 7,8 °N, a depressão empatou o furacão Annette de 1976 como o segundo ciclone tropical de latitude mais baixa a se formar no Pacífico Leste. Doze horas depois, a depressão se intensificou na tempestade tropical Alvin. Influenciado por uma cordilheira subtropical sobre o centro do México, Alvin se fortaleceu e atingiu ventos de pico de 60 mph (97 km/h) no início de 16 de maio. Posteriormente, o aumento do cisalhamento do vento e a introdução de ar seco de nível médio fizeram com que o ciclone iniciasse uma rápida tendência de enfraquecimento. A circulação de baixo nível tornou-se cada vez mais alongada e abriu-se em uma calha às 00:00 UTC em 17 de maio. Seis horas depois, Alvin se dissipou enquanto localizado a cerca de 775 mi (1.245 km) a sudoeste de Manzanillo, México.

### Furacão Barbara
Uma onda tropical surgiu na costa oeste da África em 16 de maio, entrando no Pacífico Leste em 24 de maio. Após a passagem de uma onda kelvin atmosférica, uma ampla área de baixa pressão se formou e gradualmente se organizou à medida que a convecção aumentava simultaneamente. Às 12:00 UTC em 28 de maio, a onda foi declarada uma depressão tropical; seis horas depois, a depressão se intensificou na tempestade tropical Barbara. Dirigido para nordeste em meio a condições atmosféricas favoráveis, seguiu-se um período de rápido aprofundamento e o sistema foi atualizado para uma furacão categoria 1 às 18:00 UTC em 29 de maio. Às 19h50 UTC naquele dia, Barbara atingiu ventos de pico de 80 mph (130 km/h) enquanto se movia em terra oeste-sudoeste de Tonalá, Chiapas. O ciclone rapidamente enfraqueceu depois que passou sobre a cordilheira de Sierra Madre. Às 00:00 UTC em maio Em 30 de janeiro, Barbara enfraqueceu para uma tempestade tropical e, seis horas depois, enfraqueceu ainda mais para uma depressão tropical. Depois de perder sua convecção profunda, a depressão degenerou em um remanescente baixo às 12:00 UTC, enquanto localizado sobre a Baía do Campeche. A baixa remanescente abriu em uma calha às 00:00 UTC em 31 de maio.
A perturbação precursora trouxe chuvas para El Salvador, onde uma pessoa foi morta. No México, as chuvas atingiram o pico de 470 mm (19 in). Embora o furacão Barbara tenha atingido um trecho em grande parte subdesenvolvido de lagoas costeiras, contendo pequenas vilas de pescadores, dois idosos foram mortos em Oaxaca. Além disso, 14 pescadores ficaram desaparecidos na costa de Tapanatepec ; oito dos quais foram encontrados vivos. As cidades de Tonala e Arriaga foram as mais afetadas pelo furacão. Embora os danos tenham sido pequenos, 50 pessoas foram evacuadas e 2.000 casas foram danificadas. Em toda a região, 57.000 pessoas ficaram desabrigadas e 10.000 hectares de plantações foram destruídos. As perdas econômicas totais foram estimadas em 4,53 mil milhões de pesos (US$ 358 milhão).

### Furacão Cosme
Uma onda tropical, a mesma responsável pela tempestade tropical Barry no Atlântico, atravessou o leste do Pacífico no final de junho, produzindo uma ampla área de baixa pressão em 21 de junho. O cisalhamento de noroeste inicialmente impediu o desenvolvimento do sistema, mas uma diminuição subsequente nos ventos de nível superior, bem como a passagem de uma onda kelvin em movimento para leste, levou à formação de uma depressão tropical às 12:00 UTC em 23 de junho; doze horas depois, a depressão se intensificou na tempestade tropical Cosme. Dirigido para noroeste e eventualmente oeste-noroeste, o ciclone se intensificou em meio a uma dinâmica atmosférica favorável, tornando-se um furacão mínimo às 12:00 UTC em 25 de junho e atingindo ventos de pico de 85 mph (137 km/h) doze horas depois. Uma trilha sobre águas mais frias e em um ambiente cada vez mais estável fez com que Cosme enfraquecesse para uma tempestade tropical às 18:00 UTC em 26 de junho e degenerar ainda mais em um remanescente baixo por 12:00 UTC no dia seguinte, enquanto localizado a cerca de 690 mi (1.110 km) oeste-sudoeste de Cabo San Lucas, México. A baixa remanescente seguiu para o oeste antes de se dissipar bem a leste-sudeste das ilhas havaianas em 1 de julho.
Devido ao grande tamanho da tempestade, um alerta "verde" (baixo risco) foi emitido para os estados de Colima, Jalisco e Michoacán, enquanto um alerta "azul" (risco mínimo) foi colocado em vigor para os estados de Nayarit, Guerrero, e Baja California Sur. Quando o sistema passou pelas Ilhas Revillagigedo, os ventos chegaram a 42 mph (68 km/h) na Ilha do Socorro. As faixas de chuva externas trouxeram chuvas moderadas para Guerrero, causando pequenas inundações em Acapulco. Em todo o estado, a tempestade gerou 24 deslizamentos de terra, que bloquearam rodovias. Duas pessoas morreram no Guerrero, uma turista que se afogou em Zihuatanejo e a outra um policial em um acidente de avião que feriu outras 19 pessoas. O alto mar inundou vários edifícios em cidades costeiras em Colima, danificando 34 instalações turísticas e matando uma pessoa. Além disso, muitos restaurantes construídos em madeira e coco foram danificados. Em Manzanillo, o porto foi fechado para pequenas embarcações, assim como o porto de Mazatlán. Ao todo, 50 casas foram danificadas pela tempestade.

### Furacão Dalila
Uma onda tropical foi observada pela primeira vez sobre o Atlântico central em 17 de junho. Entrou no Pacífico Leste em 24 de junho e firmemente organizado, adquirindo organização suficiente para ser declarado uma depressão tropical às 18:00 UTC em 29 de junho. Doze horas depois, foi atualizado para a tempestade tropical Dalila. Dirigido a noroeste paralelo ao litoral do México, o ciclone se organizou lentamente, apesar das condições favoráveis, tornando-se uma furacão categoria 1 às 12:00 UTC em 2 de julho. Depois de atingir ventos de pico de 80 mph (130 km/h) seis horas depois, a influência do ar mais seco e o aumento do cisalhamento fizeram com que a tempestade iniciasse uma tendência de enfraquecimento. Às 18:00 UTC em 3 de julho, Dalila foi rebaixada para uma tempestade tropical e às 00:00 UTC em 5 de julho, o sistema enfraqueceu ainda mais para uma depressão tropical. Depois de se tornar desprovido de convecção, Dalila degenerou em um remanescente baixo às 06:00 UTC em 7 de julho enquanto localizado a cerca de 740 km (460 mi) sul-sudoeste de Cabo San Lucas, México. A baixa virou leste-nordeste na circulação da tempestade tropical Erick depois disso, dissipando-se no final de 8 de julho.
Quando Dalila ameaçou o oeste do México, os estados de Colima, Michoacán e Jalisco ficaram sob alerta amarelo; Nayarit foi colocado em alerta verde. Alertas azuis foram emitidos para Baja California Sur, Sinaloa, Guerrero e Oaxaca. O porto de Manzanillo foi fechado por precaução, onde a tempestade trouxe chuva e tempestade. As faixas de chuva externas da tempestade também trouxeram chuvas moderadas a fortes ao longo das áreas costeiras de Colima e Jalisco. Um total de 49 estruturas foram danificadas devido à tempestade.

### Furacão Erick
Uma onda tropical se moveu na costa oeste da África em 18 de junho e continuou para o oeste em toda a América Central e no leste do Pacífico em 29 de junho. Posteriormente, interagiu com um grande giro ciclônico, levando a um aumento da atividade convectiva e à formação de uma área de baixa pressão. Seguindo dados de satélite e micro-ondas, a perturbação foi atualizada para uma depressão tropical em 1200 UTC em 4 de julho. Inicialmente, o cisalhamento moderado de leste impedia muita organização, pois o sistema seguia oeste-noroeste; no entanto, um alívio em ventos de nível superior por 0000 UTC em 5 de julho permitiu que a depressão se intensificasse na tempestade tropical Erick à medida que as bandas convectivas ganhavam mais curvatura. Um período de intensificação constante ao longo do dia seguinte permitiu que o sistema atingisse a categoria 1 intensidade de furacão às 0600 UTC e atinge seu pico com ventos de 80 mph (130 km/h) e uma pressão barométrica mínima de 983 mb (hPa; 29,03 inHg) seis horas depois. A diminuição das temperaturas oceânicas fez com que a aparência convectiva se deteriorasse a um ritmo constante; por 1800 UTC em 7 de julho, Erick enfraqueceu para uma tempestade tropical, e por 0600 UTC em 9 de julho, o sistema deixou de ter organização suficiente para ser considerado um ciclone tropical.
As faixas de chuva externas da tempestade trouxeram rajadas de vento ao largo da costa mexicana. Em Acapulco e Puerto Marques, a tempestade foi responsável por pequenas inundações. Em outras partes do estado, a maior parte dos danos foi devido a deslizamentos de terra. Ao longo da costa de Colima, 9 ft (2.7 m) as ondas foram registradas. Embora algumas inundações tenham sido relatadas em todo o estado, os danos foram pequenos. Mais ao norte, em Nayarit, no entanto, os danos foram extensos. Uma mulher morreu. Um rio transbordou suas margens, o que afetou diretamente inúmeras cidades. Os militares mexicanos e oficiais em Nayarit tentaram resgatar centenas de pessoas afetadas pelo furacão Erick.

### Tempestade Tropical Flossie
Uma onda tropical se moveu na costa oeste da África em 9 de julho e cruzou a América Central em 18 de julho. A perturbação inicialmente carecia de um centro bem definido até o início de 25 de julho à medida que a convecção aumentava constantemente, levando à formação de uma depressão tropical às 00:00 UTC naquele dia; seis horas depois, a depressão se fortaleceu na tempestade tropical Flossie. Dirigido para o oeste em meio a um ambiente favorável, o ciclone se intensificou constantemente, atingindo ventos de 70 mph (110 km/h) às 12:00 UTC em 27 de julho como um olho tornou-se evidente em imagens de satélite. Flossie cruzou para o Pacífico Central logo depois, onde o aumento do cisalhamento do vento provocou uma tendência de enfraquecimento gradual. Às 00:00 UTC em 30 de julho, o sistema enfraqueceu para uma depressão tropical; doze horas depois, degenerou em um remanescente baixo enquanto localizado perto da costa norte de Kauai.
Após a travessia de Flossie para a zona de alerta do Centro de Furacões do Pacífico Central, um alerta de tempestade tropical foi emitido para os condados de Havaí e Maui em 27 de julho. Todos os parques do condado de Maui foram fechados devido à tempestade, pois as autoridades do condado ativaram as operações de emergência. Ao se tornar a primeira tempestade a atingir diretamente o estado em 20 anos, rajadas de vento derrubaram árvores e linhas de energia. Mais de 9.000 as residências estavam sem eletricidade em todo o estado, com a maioria das interrupções concentradas em Kihei, Maui e Puna.

### Furacão Gil
A formação do Gil é atribuída a uma onda tropical que partiu da costa oeste da África em 16 de julho e entrou no Pacífico Leste em 24 de julho. Inicialmente desgrenhada, a onda se organizou lentamente à medida que a convecção aumentou e seu centro associado tornou-se melhor definido, levando à formação de uma depressão tropical às 12:00 UTC em 30 de julho; seis horas depois, a depressão se fortaleceu na tempestade tropical Gil. Com uma pequena circulação, o ciclone entrou num período de rápido aprofundamento, intensificando-se numa furacão categoria 1 às 18:00 UTC em 31 de julho e atingindo ventos de pico de 85 mph (137 km/h) um dia depois. A partir daí, o aumento do cisalhamento e o ar mais seco fizeram com que a tempestade começasse a enfraquecer; às 18:00 UTC em 2 de agosto, Gil enfraqueceu para uma tempestade tropical e, dois dias depois, enfraqueceu ainda mais para uma depressão tropical. Uma breve explosão de convecção permitiu que o ciclone recuperasse a intensidade da tempestade tropical às 06:00 UTC em 6 de agosto quando cruzou para o Pacífico Central, mas Gil rapidamente enfraqueceu para uma depressão tropical doze horas depois. Às 00:00 UTC em 7 de agosto, o sistema degenerou em um poço aberto a leste-sudeste das ilhas havaianas.

### Furacão Henriette
Uma onda tropical surgiu na costa oeste da África em 19 de julho e chegou ao Pacífico Leste em 26 de julho. Embutida na Zona de Convergência Intertropical, a convecção se aglutinou lentamente em torno de uma área de baixa pressão, levando à formação de uma depressão tropical por volta das 12:00 UTC em 3 de agosto; doze horas depois, a depressão se intensificou na tempestade tropical Henriette, localizada a cerca de 1.800 mi (1.900 km) a sudoeste da ponta sul da Baja California. O sistema inicialmente se moveu para oeste-sudoeste após a formação, mas virou-se para oeste-noroeste quando atingiu a periferia oeste de uma cordilheira de nível médio ao norte. Em meio a um ambiente favorável, Henriette se intensificou cada vez mais, tornando-se uma furacão categoria 1 às 06:00 UTC em 6 de agosto e atingindo inesperadamente ventos de pico de 105 mph (169 km/h) às 18:00 UTC em 8 de agosto. O furacão rapidamente enfraqueceu em águas cada vez mais frias ao retomar sua trajetória sudoeste no Pacífico Central, enfraquecendo para uma tempestade tropical no início de agosto. 9 e depois para uma depressão tropical dois dias depois. Às 18:00 UTC em agosto Em 11 de outubro, os efeitos do aumento do cisalhamento do vento fizeram com que Henriette degenerasse em um remanescente baixo enquanto posicionado aproximadamente 690 km (430 mi) ao sul de Kailua-Kona, Havaí. A baixa remanescente derivou para oeste-sudoeste até se dissipar no dia seguinte.

### Tempestade Tropical Pewa
Um cavado largo foi identificada pela primeira vez a oeste da América Central no início de agosto. Esta calha derivou para o oeste para o sul das ilhas havaianas em 14 de agosto, onde produziu três áreas definidas de clima perturbado. Em grande parte desprovida de convecção inicialmente, a perturbação mais a oeste se organizou nos próximos dias, levando à formação de uma depressão tropical às 06:00 UTC em 16 de agosto; seis horas depois, a depressão se intensificou na tempestade tropical Pewa. O ciclone seguiu a formação oeste-noroeste, dirigido por um cume de nível médio ao norte. Pewa cruzou a Linha Internacional de Data para o Pacífico Oeste em 18 de agosto, onde mais tarde se tornaria um tufão antes de sucumbir ao cisalhamento desfavorável do vento.

### Tempestade Tropical Unala
Em 10 de agosto, o CPHC passou a monitorar um cocho localizado a cerca de 1.300 mi (2.090 km) leste-sudeste da Grande Ilha do Havaí para desenvolvimento potencial. Atividade convectiva desorganizada se desenvolveu em associação com o cavado à medida que se movia geralmente para o oeste. Até 13 de agosto, múltiplas áreas de vorticidade se formaram dentro do distúrbio, dificultando seu desenvolvimento em um ciclone coerente. Condições ambientais marginalmente favoráveis permitiram alguma organização em 15 de agosto. Após um aumento de trovoadas fortes em torno do centro, o CPHC afirmou que estava se tornando uma depressão tropical. No entanto, a saída de uma perturbação próxima, que logo se tornaria a tempestade tropical Pewa, interrompeu o sistema e fez com que ele se tornasse mais desorganizado. No final de 19 de agosto, a depressão se fortaleceu em uma tempestade tropical. No entanto, o fluxo do Tufão Pewa nas proximidades causou um aumento no cisalhamento do vento sobre o sistema, fazendo com que Unala se desorganizasse e enfraquecesse. A essa altura, o sistema cruzou a bacia do Pacífico Ocidental. Durante as horas da tarde de 19 de agosto, a depressão se dissipou completamente, enquanto estava sendo absorvida por Pewa.

### Depressão Tropical Três-C
O terceiro de um trio de ciclones tropicais do Pacífico Central foi monitorado pela primeira vez pelo NHC em 9 de agosto. A perturbação formou uma baixa de superfície fraca três dias depois, mas acabou se transformando em uma calha ao entrar na área de responsabilidade do CPHC em 14 de agosto. Lá, a organização constante levou à formação de uma depressão tropical por volta das 18:00 UTC em 19 de agosto. O fluxo de saída de nível superior da próxima tempestade tropical Pewa transmitiu cisalhamento no sistema recém-formado e não conseguiu atingir a força da tempestade tropical, cruzando a Linha Internacional de Data como uma depressão tropical em 20 de agosto e se dissipando no dia seguinte.

### Tempestade Tropical Ivo
A porção sul de uma onda tropical entrou no Pacífico Leste em 15 de agosto. Embora o cisalhamento moderado inicialmente tenha dificultado a organização da convecção, uma ampla circulação de baixo a médio nível se formou e se aglutinou de forma constante. Ventos de nível superior diminuíram em 22 de agosto, quando a perturbação virou para noroeste, levando à formação de uma depressão tropical às 12:00 UTC. Após a designação, a depressão começou a interagir com uma onda tropical a leste, levando a uma formação abrupta de centro a nordeste. Às 00:00 UTC em 23 de agosto, o ciclone se intensificou na tempestade tropical Ivo. Retomando sua trilha noroeste em torno de um cume de nível médio no centro dos Estados Unidos e no México, Ivo atingiu ventos de pico de 45 mph (72 km/h) antes de atravessar um gradiente acentuado da temperatura da superfície do mar. O sistema enfraqueceu para uma depressão tropical às 00:00 UTC em 25 de agosto e degenerou ainda mais em um remanescente baixo por 18:00 UTC em 25 de agosto enquanto localizado a menos  de 185 km (115 mi) a oeste da costa centro-oeste da península da Baixa Califórnia. A baixa remanescente derivou lentamente para o sul-sudoeste antes de se dissipar no início de 28 de agosto.
Quando o sistema representou uma ameaça à península da Baixa  Califórnia, um "alerta verde" foi declarado para a Ilha Socorro e a Baixa Califórnia Sur. Às 21:00 UTC em 23 de agosto, um alerta de tempestade tropical foi emitido de Punta Abreojos a Loreto, incluindo Cabo San Lucas. Um alerta de tempestade tropical foi colocado para a Península de Baja California de Punta Abreojos a Punta Eugenia. Sete portos em Baja California Sur foram fechados. Ao longo da península, 6.000 pessoas foram afetadas e muitas rodovias foram danificadas. O abastecimento de água foi cortado para Loreto. Ao todo, 400 pessoas foram evacuadas e 200 casas foram inundadas. Seis pessoas ficaram feridas, incluindo duas graves. Nos Estados Unidos, alertas de inundações repentinas foram emitidos para o condado de Pima, estendendo-se para o oeste através do oeste do Arizona e no sul de Nevada. Várias estradas foram fechadas no condado de Yuma. No Condado East, muitas estradas foram inundadas. Em outros lugares, Borrego Springs viu 3 in (76 mm) de chuva em menos de uma hora, resultando em inundações repentinas, que deixaram os motoristas encalhados. Vários deslizamentos de terra também foram relatados no condado de San Bernardino. Uma pessoa se afogou em Needles depois que as águas da enchente inundaram seu veículo; 18 resgates rápidos na água foram feitos na mesma área. Chuvas fortes em Nevada, chegando a quase 100 mm (4 in) em Mount Charleston, causou inundações significativas; os danos no vale de Las Vegas chegaram a US$ 300.000. Inundações generalizadas ocorreram em torno do Parque Nacional de Zion.

### Tempestade Tropical Juliette
Uma área de convecção ocorreu em 25 de agosto. Foi classificado como um distúrbio no dia seguinte. No final de 27 de agosto, a perturbação entrou em águas quentes quando se tornou a Depressão Tropical Dez-E. Devido às águas quentes e ao vento, Dez-E se intensificou na tempestade tropical Juliette no final de 28 de agosto. À medida que Juliette corre para o noroeste, atingiu o pico de intensidade e rapidamente enfraqueceu para uma depressão em 29 de agosto. O NHC emitiu seus avisos finais mais tarde naquele dia, enquanto os remanescentes de Juliette continuavam a se mover para o oeste, com sua circulação se dissipando muito cedo em 31 de agosto.
Após a formação, um "alerta verde" foi emitido para Sonora, a porção norte da Península de Baja California, Jalisco, Nayarit e Socorro Island, enquanto um "alerta azul" foi emitido para Baja California Sur e Colima. Seis abrigos abriram em San José del Cabo e Cabo San Lucas e foram usados por 164 moradores, embora muitos se recusassem a ir. Grande parte de Baja California Sur perdeu energia brevemente, incluindo as comunidades de Todos Santos e Pescadero, e partes de Cabo San Lucas e San José del Cabo. Além disso, um homem foi eletrocutado e morreu mais tarde. Uma casa foi destruída. Um total de 1.600 pessoas passaram a noite em um abrigo.

### Furacão Kiko
Em agosto Em 28 de agosto, uma calha dentro da ITCZ foi identificada pela primeira vez bem ao sul-sudoeste da ponta sul da Baja California. Naquele dia, uma área de baixa pressão se formou ao longo da calha e seguiu para noroeste. Uma onda tropical, responsável pelo desenvolvimento das tempestades tropicais Erin e Fernand no Atlântico, e da tempestade tropical Juliette no Pacífico Leste, ultrapassou a baixa em 30 de agosto, levando a um aumento da convecção e à formação de uma depressão tropical às 12:00 UTC naquele dia. A depressão inicialmente se fortaleceu lentamente sob a influência do cisalhamento moderado do vento norte, tornando-se uma tempestade tropical às 12:00 UTC em 31 de agosto. A partir daí, os ventos de nível superior tornaram-se mais propícios à medida que o sistema virou norte-nordeste, e Kiko iniciou um período de rápido aprofundamento produzindo ventos de pico de 75 mph (121 km/h) às 06:00 UTC em 1 de setembro. Após o pico, um aumento no cisalhamento do vento e na trilha sobre águas mais frias levou a uma tendência de enfraquecimento. Kiko se deteriorou em uma tempestade tropical às 18:00 UTC e degenerou ainda mais em uma baixa remanescente às 12:00 UTC em 2 de setembro. A baixa remanescente executou um loop ciclônico e seguiu para sudeste antes de se dissipar em 4 de setembro.

### Tempestade Tropical Lorena
A formação de Lorena é atribuída a uma onda tropical identificada pela primeira vez sobre a América Central em 31 de agosto. A onda se moveu lentamente pelo Pacífico Leste por vários dias, permanecendo desorganizada. No entanto, às 06:00 UTC em 5 de setembro, a perturbação adquiriu organização suficiente para ser declarada uma depressão tropical; seis horas depois, a depressão se intensificou na tempestade tropical Lorena. Dirigido a noroeste em torno de um cume de nível médio sobre o México, um alongamento do centro de baixo nível, separação dos centros de baixo e médio nível e cisalhamento de sudoeste leve a moderado provocaram apenas um fortalecimento gradual, e Lorena atingiu ventos de pico de 50 mph (80 km/h) em 6 de setembro. Posteriormente, a introdução de ar seco e estável fez com que o ciclone se tornasse desordenado à medida que a convecção associada se dissipava. Lorena enfraqueceu para uma depressão tropical às 12:00 UTC em 7 de setembro e degenerou em um remanescente baixo seis horas depois, enquanto localizado a 97 km (60 mi) oeste-sudoeste de Santa Fé, México. A baixa virou para oeste e sul antes de se abrir em um vale no início de 9 de setembro.
Ao se tornar um ciclone tropical, um "alerta amarelo" foi emitido para Colima e Nayarit. Um "alerta verde" foi emitido para Socorro Island, Michoacán e Jalisco, enquanto um "alerta azul" estava em vigor para Baja California Sur e Sinaloa. As aulas foram suspensas para Los Cabos. Os portos de Mazatlán, La Paz, Cabo San Lucas, Los Barriles e San José del Cabo foram fechados por causa das ondas altas. Lorena trouxe chuva moderada sobre a península.

### Furacão Manuel
Em setembro Em 13 de dezembro, uma depressão tropical se formou na costa sudoeste do México a partir de uma onda tropical que entrou na bacia dois dias antes. Seis horas depois, intensificou-se na tempestade tropical Manuel enquanto se movia para noroeste. A tempestade virou para o norte em 14 de setembro como um cume de nível médio sobre o centro do México enfraquecido. Às 06:00 UTC em 14 de setembro, Manuel atingiu inicialmente ventos de pico de 70 mph (110 km/h), que manteve ao desembarcar perto de Pichilinguillo, México, seis horas depois. Uma vez no interior, Manuel enfraqueceu rapidamente sobre o terreno alto do México, degenerando em um vale fraco às 06:00 UTC em 16 de setembro. O centro remanescente de nível médio e cavado continuou a noroeste ao redor da cordilheira, emergindo no Golfo da Califórnia durante a tarde de 16 de setembro. Após a reorganização da convecção, Manuel reformado em uma depressão tropical cerca de 282 km (175 mi) a leste de Cabo San Lucas, México. Dentro de um ambiente excepcionalmente propício à intensificação, Manuel iniciou um período de rápido aprofundamento, tornando-se uma tempestade tropical pela segunda vez às 06:00 UTC em 18 de setembro e uma furacão categoria 1 às 00:00 UTC em 19 de setembro. Doze horas depois, o sistema atingiu a costa perto de Culiacán, no México, com ventos de 75 mph (121 km/h). Manuel rapidamente enfraqueceu ao passar novamente pelo terreno mais alto do México, tornando-se uma tempestade tropical às 18:00 UTC e degenerando ainda mais em uma ampla área de baixa pressão sobre a cordilheira de Sierra Madre Ocidental às 00:00 UTC em 20 de setembro.

### Tempestade Tropical Narda
Uma onda tropical surgiu na costa oeste da África em 12 de setembro e entrou no Pacífico Leste quase duas semanas depois. Em 1 de outubro, uma área de baixa pressão se desprendeu da onda e começou a se organizar à medida que se movia para oeste-noroeste. Bandas convectivas organizadas foram observadas às 18:00 UTC em 6 de outubro, marcando a formação de uma depressão tropical cerca de 865 mi (1.390 km) a sudoeste da ponta sul da Baja California; seis horas depois, a depressão se fortaleceu na tempestade tropical Narda. Em meio a um ambiente favorável, o ciclone intensificou-se constantemente após a designação, atingindo ventos de pico de 65 mph (105 km/h) às 18:00 UTC em 7 de outubro como uma parede parcial do olho tornou-se evidente no satélite. No entanto, a convecção associada começou a enfraquecer depois que Narda encontrou ar mais seco e cisalhamento de vento mais forte. Às 00:00 UTC em 9 de outubro, Narda enfraqueceu para uma depressão tropical; depois de produzir convecção intermitente por um dia, o sistema degenerou em uma baixa remanescente às 12:00 UTC em 10 de outubro. A baixa moveu-se para sudoeste e se dissipou alguns dias depois.

### Tempestade Tropical Octave
Uma onda tropical atravessou a América Central e no Pacífico Leste em 5 de outubro. Ao passar ao sul da costa do México, a onda interagiu com uma grande área de clima perturbado na base de um cavado de nível superior, e as duas características acabaram se fundindo em 7 de outubro. A perturbação incipiente se organizou nos dias subsequentes, levando à formação de uma depressão tropical às 18:00 UTC em 12 de outubro enquanto localizado a cerca de 877 km (545 mi) ao sul da ponta sul da Baja California; seis horas depois, a depressão se intensificou na tempestade tropical Octave. Gradualmente recurvando para nordeste em torno de uma cordilheira subtropical, o ciclone se fortaleceu constantemente em meio a um ambiente atmosférico favorável, atingindo um pico de intensidade de 65 mph (105 km/h) às 18:00 UTC em 13 de outubro. A partir daí, o padrão de nuvens tornou-se cada vez mais desorganizado à medida que o cisalhamento do vento aumentava e a tempestade se movia sobre águas mais frias. O sistema desembarcou perto de Cabo San Lazaro, México às 05:00 UTC em 23 de outubro com ventos máximos de 45 mph (72 km/h) e rapidamente enfraquecido em terra. Às 12:00 UTC, Octave enfraqueceu para uma depressão tropical e, seis horas depois, degenerou ainda mais em uma baixa remanescente sobre a porção sul de Sonora. A baixa se dissipou logo depois.

### Tempestade Tropical Priscilla
Uma área de convecção, possivelmente em relação a uma onda tropical que emergiu na costa ocidental da África em 16 de setembro, desenvolvido ao longo da ITCZ em 7 de outubro. Tornando-se incorporado dentro de uma ampla circulação preexistente, a perturbação apenas lentamente congelou devido ao cisalhamento do vento da tempestade tropical Octave próxima. Apesar disso, adquiriu organização suficiente para ser considerada uma depressão tropical às 00:00 UTC em 14 de outubro enquanto localizado cerca de 810 mi (1.305 km) sul-sudoeste da ponta sul da Baja California. Dirigido para noroeste e norte em torno de um cume de nível médio sobre o México, a depressão tornou-se uma tempestade tropical às 06:00 UTC e atingiu ventos de pico de 45 mph (72 km/h) seis horas depois. Depois disso, uma combinação de águas mais frias e as influências contínuas de Octave fizeram com que Priscilla enfraquecesse. Às 18:00 UTC em 15 de outubro, foi rebaixado para uma depressão tropical, e às 18:00 UTC no dia seguinte, o ciclone degenerou em uma baixa remanescente. A baixa virou para o oeste antes de se dissipar em 18 de outubro.

### Furacão Raymond
Um distúrbio dentro da ITCZ foi identificado pela primeira vez no sudoeste do Mar do Caribe em 13 de outubro, cruzando a América Central e entrando no Pacífico Leste nos três dias seguintes. A convecção profunda aumentou constantemente e se organizou em bandas espirais curvas, levando à formação de uma depressão tropical por volta das 00:00 UTC em 20 de outubro; seis horas depois, foi atualizado para a tempestade tropical Raymond. Dirigido a noroeste por uma série de cordilheiras ao norte do ciclone, Raymond intensificou-se rapidamente em meio a temperaturas quentes do oceano e baixo cisalhamento do vento, tornando-se um furacão às 00:00 UTC em 21 de outubro e atingindo a Categoria 3 status com ventos de pico de 125 mph (201 km/h) às 18:00 UTC naquele dia. A execução de um loop no sentido horário, a ressurgência significativa de água fria e o aumento dos ventos de nível superior fizeram com que o ciclone enfraquecesse abruptamente, deteriorando-se para a intensidade da tempestade tropical às 06:00 UTC em 23 de outubro. As condições ambientais tornaram-se mais favoráveis à intensificação no dia seguinte, permitindo que Raymond intensificasse gradualmente a força do furacão às 12:00 UTC em 27 de outubro e mais para Categoria 2 intensidade de furacão doze horas depois. Voltando a nordeste sob a influência de um vale que se aproximava, o ciclone começou a enfraquecer mais uma vez à medida que o cisalhamento do vento aumentava, com o sistema enfraquecendo abaixo do limiar do furacão novamente às 00:00 UTC em 29 de outubro e depois para o estado de depressão tropical às 06:00 UTC em 30 de outubro. Depois que toda a convecção associada se dissipou, Raymond degenerou para uma baixa remanescente às 12:00 UTC. A baixa remanescente virou para o oeste e se dissipou em 1 de novembro.
Apesar de permanecer no mar, a proximidade de Raymond com a costa mexicana foi suficiente para alertar e alertar sobre ciclones tropicais. Devido à ameaça de chuvas, moradores de 81 municípios no México foram obrigados a evacuar as regiões propensas a inundações. A precipitação de Raymond atingiu um pico de 7,63 emnbsp;in (194 mm) perto de Acapulco em um período de dois dias. Pequenas inundações resultaram das faixas de chuva externas do furacão. Embora nenhuma morte tenha sido relatada, 585 pessoas ficaram desabrigadas. Após a tempestade, o governo mexicano declarou estado de emergência por 10 municípios de Guerrero.

### Tempestade Tropical Sonia
Um forte pulso ascendente da oscilação Madden-Julian empurrou o Pacífico Leste durante a última semana de outubro, produzindo a formação de uma ampla área de baixa pressão. Uma onda tropical passou por este giro no final de 26 de outubro, levando à formação de convecção desorganizada. Após vários dias de consolidação, o distúrbio adquiriu organização suficiente para ser declarado depressão tropical às 06:00 UTC em 1 de novembro. Gradualmente recurvando para nordeste em resposta a uma série de cavados ao norte do sistema, o ciclone se organizou lentamente sob cisalhamento moderado do vento, e a depressão intensificou-se n a tempestade tropical Sonia às 00:00 UTC em 3 de novembro. Depois de atingir ventos de pico de 45 mph (72 km/h) no final da tarde, um aumento adicional nos ventos de nível superior fez com que o ciclone enfraquecesse para a intensidade mínima da tempestade tropical ao atingir a costa perto de El Dorado, México, no início de 4 de novembro. Sonia enfraqueceu rapidamente uma vez no interior, tornando-se uma depressão tropical às 06:00 UTC e se dissipando sobre a cordilheira de Sierra Madre Ocidental seis horas depois.

## Nomes de tempestades
Os seguintes nomes foram usados para nomear as tempestades que se formaram no nordeste do Oceano Pacífico durante 2013. Os nomes não retirados desta lista foram usados novamente na temporada de 2019. Esta é a mesma lista usada na temporada de 2007.
| - Alvin - Barbara - Cosme - Dalila - Erick - Flossie - Gil - Henriette | - Ivo - Juliette - Kiko - Lorena - Manuel - Narda - Octave - Priscilla | - Raymond - Sonia - Tico (sem usar) - Velma (sem usar) - Wallis (sem usar) - Xina (sem usar) - York (sem usar) - Zelda (sem usar) |

Para tempestades que se formam na área de responsabilidade do Centro de Furacões do Pacífico Central, abrangendo a área entre 140 graus oeste e a Linha Internacional de Data, todos os nomes são usados em uma série de quatro listas rotativas. Dois nomes, Pewa e Unala, foram usados, marcando a primeira vez que vários ciclones do Pacífico Central foram nomeados desde que três se formaram lá em 2009.
| - Pewa | - Unala | - Wali (sem usar) | - Ana (sem usar) |

### Aposentadoria
Em 10 de abril de 2014, na 36ª sessão do comitê de furacões RA IV, o nome Manuel foi retirado devido aos danos e mortes que causou e não será usado para outro furacão no Pacífico. Manuel foi substituído por Mario para a temporada de furacões do Pacífico de 2019.

## Efeitos da temporada
Esta é uma tabela de todas as tempestades que se formaram na temporada de furacões do Pacífico de 2013. Inclui sua duração, nomes, desembarque(s) (entre parênteses), danos e totais de mortes. As mortes entre parênteses são adicionais e indiretas, mas ainda estavam relacionadas a essa tempestade. Danos e mortes incluem totais enquanto a tempestade foi extratropical, uma onda ou baixa, e todos os números de danos estão em 2013 USD.

| Escala de Furacões de Saffir-Simpson |    |    |   |   |   |   |   |
| DT                                   | TS | TT | 1 | 2 | 3 | 4 | 5 |

| Alvin                 | 15 de maio–17                | Tempestade tropical | 95 (60)   | 1000 | Nenhum                                                           | Nenhum            | Nenhum |  |
| Barbara               | 28 de maio–30                | Furacão categoria 1 | 130 (80)  | 983  | América Central, México Sudoeste, México Oriental                | $358 milhões      | 5      |  |
| Cosme                 | 23 de junho–27               | Furacão categoria 1 | 140 (85)  | 980  | México Ocidental, Península Baja California                      | Menor             | 3      |  |
| Dalila                | 29 de junho – 7 de julho     | Furacão categoria 1 | 130 (80)  | 984  | México Sudoeste, México Ocidental                                | Menor             | Nenhum |  |
| Erick                 | 4 de julho–9                 | Furacão categoria 1 | 130 (80)  | 983  | México Sudoeste, México Ocidental, Península da Baixa Califórnia | Moderate          | 2      |  |
| Flossie               | 25 de julho–30               | Tempestade tropical | 110 (70)  | 994  | Havai                                                            | $24,000           | Nenhum |  |
| Gil                   | 30 de julho – 6 de agosto    | Furacão categoria 1 | 140 (85)  | 985  | Nenhum                                                           | Nenhum            | Nenhum |  |
| Henriette             | 3 de agosto–11               | Furacão categoria 2 | 165 (105) | 976  | Nenhum                                                           | Nenhum            | Nenhum |  |
| Pewa                  | 16 de agosto–18              | Tempestade tropical | 100 (65)  | 1000 | Nenhum                                                           | Nenhum            | Nenhum |  |
| Unala                 | 19 de agosto                 | Tempestade tropical | 65 (40)   | 998  | Nenhum                                                           | Nenhum            | Nenhum |  |
| Three-C               | 19 de agosto–20              | Depressão tropical  | 55 (35)   | 1008 | Nenhum                                                           | Nenhum            | Nenhum |  |
| Ivo                   | 22 de agosto–25              | Tempestade tropical | 75 (45)   | 997  | Península Baja California, Oeste dos Estados Unidos              | $30,000           | 1      |  |
| Juliette              | 28 de agosto–29              | Tempestade tropical | 100 (65)  | 997  | México Ocidental, Península da Baixa Califórnia, Noroeste México | Menor             | 1      |  |
| Kiko                  | 30 de agosto – 2 de setembro | Furacão categoria 1 | 120 (75)  | 989  | Península Baja California                                        | Nenhum            | Nenhum |  |
| Lorena                | 5 de setembro–7              | Tempestade tropical | 85 (50)   | 1002 | México Ocidental, Península da Baixa Califórnia                  | Menor             | Nenhum |  |
| Manuel                | 13 de setembro–19            | Furacão categoria 1 | 120 (75)  | 983  | México Sudoeste, México Ocidental, Northwestern Mexico, Texas    | $4.2 mil milhões  | 123    |  |
| Narda                 | 6 de outubro–10              | Tempestade tropical | 100 (65)  | 997  | Nenhum                                                           | Nenhum            | Nenhum |  |
| Octave                | 12 de outubro–15             | Tempestade tropical | 100 (65)  | 994  | Península Baja California, Noroeste México                       | Menor             | Nenhum |  |
| Priscilla             | 14 de outubro–16             | Tempestade tropical | 75 (45)   | 1001 | Nenhum                                                           | Nenhum            | Nenhum |  |
| Raymond               | 20 de outubro–30             | Furacão categoria 3 | 205 (125) | 951  | México Sudoeste                                                  | Menor             | Nenhum |  |
| Sonia                 | 1 de novembro–4              | Tempestade tropical | 75 (45)   | 1002 | Noroeste México                                                  | Menor             | 2      |  |
| Agregado da temporada |                              |                     |           |      |                                                                  |                   |        |  |
| 21 sistemas           | 15 de maio – 4 de novembro   |                     | 205 (125) | 951  |                                                                  | $4.56 mil milhões | 194    |  |